# Westcon Yards
Westcon Yards AS är ett norskt varvsföretag.
Westcon Yards har huvudvarv Ølensvåg i Vindafjords kommun, samt Karmsund verft i Karmøy kommun, Florø verft i Florø samt Helgeland verft i Nesna kommun. Varvet ingår i det 1981 bildade Westcongruppen, som bildades 1981 genom sammanslagning av elva industriföretag i framför allt Etne, Ølen, Vindafjord och Tysvær. Westcongruppen, där det också ingår ett rederi, är ett familjeföretag, i vilket bröderna Øystein, Noralf och Arne Matre är huvudägare.
Varvet i Florø, med drygt 100 anställda, har tidigare ägts av Aker Yards och senare 2007 av STX Europe. Det övertogs av Westcon 2012.

## Byggda fartyg i urval
- Deep Energy, pipelineläggningsfartyg för Technip FMC, 2013